# Кучеровский, Владимир Владимирович
Владимир Владимирович Кучеровский (1928—1991) — украинский хормейстер, дирижёр, композитор, педагог.

## Биография
Родился 1 ноября 1928 года в селе Новоконстантиновка современного Новобугского района Николаевской области .
Окончил школу в селе Ковалевка Николаевского района.
В Киевском музыкальном училище получил музыкальное образование по музыкально-теоретических и хоровых дисциплин (педагог Иван Яковлевич Ситко).
В течение 1948—1950 годов проходил срочную службу в рядах Советской Армии .
С 1950 работал художественным руководителем целого ряда хоровых коллективов Широколановского районного дома культуры.
В 1959—1966 годах возглавлял Вознесенскую детскую музыкальную школу, руководил городской хоровой капеллой.
В 1970 году окончил Одесскую консерваторию им. А. Неждановой, класс дирижирования (педагог Н.Н. Астафьева).
В течение 1966—1989 годов был директором Николаевского музыкального училища .
С 1972 года — руководитель хоровой капеллы «Солнечный ток», Николаевское областное отделение Музыкального общества Украины. Вместе с коллективом участвовал в I и II Всеукраинских фестивалях художественного творчества; был награждён дипломом и золотой медалью. В 1973 году хору присвоено звание «народный».
Осуществлял концертную деятельность во многих городах СССР и за границей — Дебрецен, Киев, Одесса, Рига, Херсон и других; исполнялись произведения украинской и мировой классики — произведения Николая Лысенко, Николая Леонтовича, Бориса Лятошинского, Вольфганга Амадея Моцарта, Джузеппе Верди, Георгия Свиридова и других.
Занимал активную общественную позицию, на протяжении многих лет являлся председателем правления Николаевского отделения музыкального общества.
В 1989 году вышел на пенсию, продолжил работать преподавателем в музыкальном училище.
Умер 23 сентября 1991 года в Николаеве.

## Научно-педагогическая и творческая деятельность
Является автором более 20 рецензий и статей, ряда методических работ, среди них:
- «Вопросы интонирования, комплексного обучения и воспитания хорового дирижёра»,
- «Вокально-хоровые упражнения для детского хора»,
- «Формы и методы работы с хором»,
- «Педагогический такт дирижёра»,
- «Язык и этикет».

Написал музыкальные произведения:
- хоровая поэма «Прометей» (по словам Джона Байрона),
- миниатюра «Плавай, плавай, лебедушка» (на слова Тараса Григорьевича Шевченко),
- около 20 обработок украинских народных песен, из них
- * «Ой в поле три тополя»
- * «Ревет и стонет Днепр широкий»
- оригинальные песни,
- аранжировка произведений других композиторов, в частности
- * «Синее золото» Игоря Шамо,
- * «Баллада о солдате» Василия Соловьева-Седого

## Награды
- Орден Дружбы народов (1981 г.)
- Почетная Грамота Президиума Верховного Совета УССР .
- Почетное звание «Заслуженный работник культуры УССР» (1986 г.).